# 阿部憲一 (国会議員)
阿部 憲一（あべ けんいち、1909年11月30日 - 1989年3月28日）は、日本の政治家。参議院議員（2期、公明党）、学校法人創価学園理事長を歴任。

## 来歴

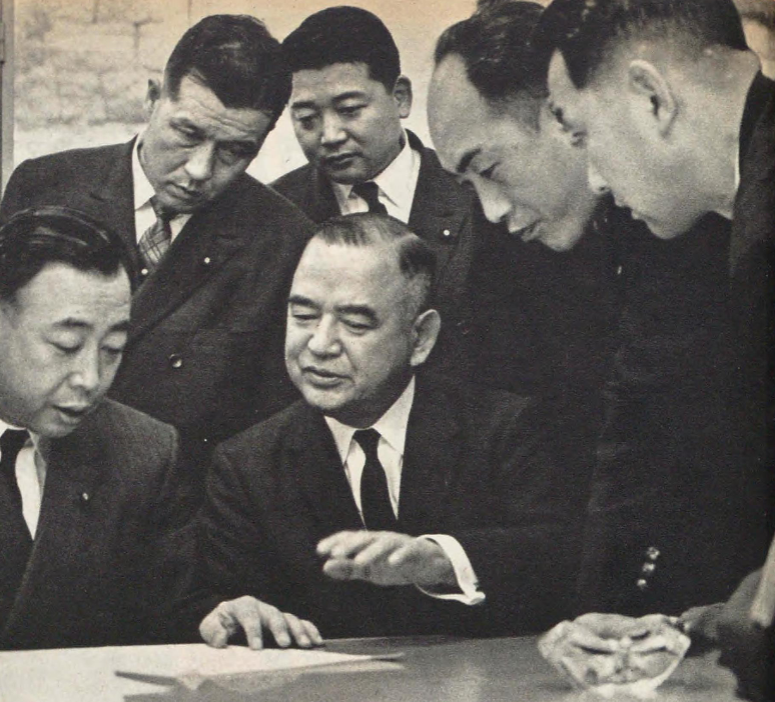
公明党委員長の竹入義勝（左側）とともに都知事選の作戦を練る阿部（中央）

長野県北佐久郡岩村田町（現・佐久市）出身。旧制野沢中学（長野県野沢北高等学校）、旧制水戸高等学校を経て、1933年東京帝国大学経済学部卒。卒業後は海運会社に勤務し、1949年栗林商船取締役から1961年飯野海運取締役を経て、1965年渋沢海運社長に就任。また、創価学会理事を務める。
1967年の東京都知事選に無所属（公明党・推薦）で立候補したが、得票数3位で落選（当選者は美濃部亮吉）。
1968年の第8回参議院議員通常選挙に東京都選挙区（改選数4）から公明党公認で立候補して、第1位で初当選。なお3位当選は、前年の都知事選で同じく落選した松下正寿であった。
1974年、再選。この間、参議院法務委員長、党中央委員などを歴任した。
1980年4月の春の叙勲で勲二等に叙され、瑞宝章を受章する。同年の参院選に立候補せず政界から引退し、学校法人創価学園理事長となる。
1989年3月28日、死去した。79歳没。